# Labelcopy
Een labelcopy is een document waarin kort en bondig alle essentiële informatie over een muziekstuk staat beschreven. Het is tevens de voorlaatste stap in het A&R traject van de manager. Hierna volgt het uitbrengen van de track(s). Dit document is nodig indien een derde partij een licentieaanvraag doet voor de desbetreffende track(s).

## Inhoud
Informatie wat in de labelcopy wordt opgenomen (op volgorde):
- Catalogusnummer
- Artiest
- Titel
- Label
- Format (Digitaal/Fysiek)
- Datum van uitbrengen
- EAN-code (barcode)
- Tracktitel
- ISRC (International Standard Recording Code)
- Geschreven en gecomponeerd door
- Gepubliceerd door
- Contact informatie van de platenmaatschappij